# 圣路易斯大学法学院
圣路易斯大学法学院（Saint Louis University School of Law）是一所位于美国密蘇里州圣路易斯的法学院，附属于聖路易斯大學。该院创建于1843年，1847年關閉，1908年重建。 该院在《美国新闻与世界报道》的法学院排名中排到91名。